# 韦尔兰
韦尔兰（法語：Verlin，法語發音：[vɛʁlɛ̃]）是法国勃艮第-弗朗什-孔泰大区约讷省的一个市镇，属于桑斯区。

## 地理
韦尔兰（48°1'1"N, 3°13'58"E）面积14.1 平方千米，位于法国勃艮第-弗朗什-孔泰大區约讷省，该省份为法国中北部内陆省份，西接卢瓦雷省，西北接塞纳-马恩省，南至涅夫勒省，东临科多尔省，东北与奥布省接壤。
与韦尔兰接壤的市镇（或旧市镇、城区）包括：比西勒勒波、屈多、弗兰河畔普雷西、圣于连迪索、圣马丹多尔东。

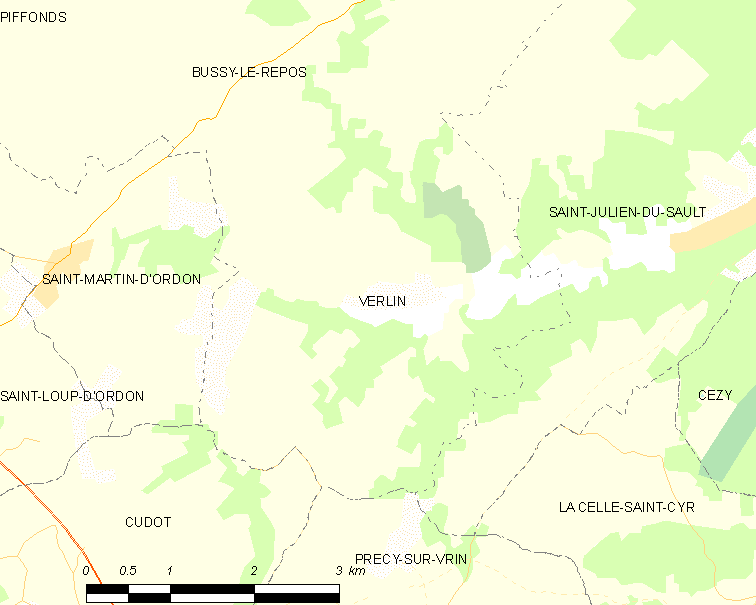
韦尔兰的OSM定位图

韦尔兰的时区为UTC+01:00、UTC+02:00（夏令时）。

## 行政
韦尔兰的邮政编码为89330，INSEE市镇编码为89440。

## 政治
韦尔兰所属的省级选区为茹瓦尼县。

## 人口

1962-2008年间韦尔兰人口变化图示

韦尔兰于2022年1月1日时的人口数量为407人。